# Archimedes-Zahl
Die Archimedes-Zahl (Formelzeichen: {\displaystyle {\mathit {Ar}}}) ist eine dimensionslose Kennzahl, benannt nach dem antiken Gelehrten Archimedes. Sie kann als Verhältnis von Auftriebskraft zu Reibungskraft interpretiert werden und ist definiert als
{\displaystyle {\begin{aligned}{\mathit {Ar}}&={\frac {\Delta \rho \,g\,L^{3}}{\rho \,\nu ^{2}}}=\left({\frac {\rho _{\mathrm {K} }}{\rho }}-1\right)\cdot {\frac {g\,L^{3}}{\nu ^{2}}}\\&={\frac {\rho \,\Delta \rho \,g\,L^{3}}{\eta ^{2}}}\end{aligned}}}.
Die eingehenden Größen sind
- die Differenz {\displaystyle \Delta \rho =\rho _{\mathrm {K} }-\rho } der Dichte {\displaystyle \rho _{\mathrm {K} }} des Körpers zur Dichte {\displaystyle \rho } des Fluids
- die Fallbeschleunigung, auf der Erde {\displaystyle g\approx 9{,}81\,\mathrm {\frac {m}{s^{2}}} }
- das aus der charakteristischen Länge {\displaystyle L} des Körpers berechnete Volumen {\displaystyle L^{3}}
- die kinematische Viskosität {\displaystyle \nu } des Fluids, die sich von der dynamischen Viskosität {\displaystyle \eta =\rho \cdot \nu } durch den Faktor {\displaystyle \rho } unterscheidet.

## Andere Definition
Eine alternative Definition der Archimedes-Zahl, welche als das Verhältnis von Auftriebskraft zu Trägheitskraft oder auch zwischen freier und erzwungener Konvektion gedeutet werden kann, ist identisch mit der Definition der Richardson-Zahl und lautet:
{\displaystyle {\mathit {Ar}}={\frac {\Delta T\,g\,L\,\beta }{{u_{\infty }}^{2}}}={\frac {\mathit {Gr}}{{\mathit {Re}}^{2}}}}.
Dabei ist
- {\displaystyle \beta } der isobare Ausdehnungskoeffizient
- {\displaystyle \Delta T=T_{\infty }-T_{\text{Wand}}} die treibende Temperaturdifferenz
- {\displaystyle u_{\infty }} die Umgebungsgeschwindigkeit
- {\displaystyle {\mathit {Gr}}}: Grashof-Zahl
- {\displaystyle {\mathit {Re}}}: Reynolds-Zahl.